# Mini-Reviews in Medicinal Chemistry
Mini-Reviews in Medicinal Chemistry (abrégé en Mini-Rev. Med. Chem.) est une revue scientifique à comité de lecture qui publie des courts articles de revue dans le domaine de la chimie médicinale.
D'après le Journal Citation Reports, le facteur d'impact de ce journal était de 2,903 en 2014. Les directeurs de publication sont Patrice Talaga, Atta-ur-Rahman, M. Iqbal Choudhary et George Perry.